# Tetrorea longipennis
Tetrorea longipennis är en skalbaggsart som beskrevs av Sharp 1886. Tetrorea longipennis ingår i släktet Tetrorea och familjen långhorningar. Inga underarter finns listade i Catalogue of Life.